# Zoltan Hospodar
Zoltan Hospodar (ur. 8 marca 1933 w Aradzie) – rumuński piłkarz wodny. Reprezentant kraju na igrzyskach olimpijskich w 1952 w Helsinkach i igrzyskach olimpijskich 1956 w Melbourne. 
Na igrzyskach olimpijskich w Helsinkach zagrał w obu meczach, w meczu z Zachodnimi Niemcami zdobył bramkę. W Melbourne wystąpił we wszystkich pięciu meczach reprezentacji Rumunii strzelając 4 bramki, po dwie Australijczykom i Singapurczykom.